# Banská Bystrica
Banská Bystrica (ungerska Besztercebánya, tyska Neusohl) är en stad i Slovakien som är belägen centralt i staten omkring 160 kilometer nordost om huvudstaden Bratislava. Stadens yta är 103,4 kvadratkilometer och dess befolkning är 81 281 invånare (2005).

## Sport
FK Dukla Banská Bystrica är den lokala fotbollsklubben. Laget spelar i topen i den slovakiska fotbollsligan, Corgoň Liga. Deras hemarena är SNP Stadium, som har en kapacitet för 10 000 personer. Andra klubbar baserade i staden inkluderar ishockeyklubben HC05 Banská Bystrica, som dock inte befinner sig i Extraliga, Slovakiens högsta division, samt basketklubben BKP Banská Bystrica.
I Banská Bystrica finns också skidmöjligheter. Bland annat för halfpipe och backhoppning.